# Dauphins de Nice
Stade
Maillots
Les Dauphins de Nice sont un club français de football américain situé à Nice, fondé par Jean Luc Donivar en 1999. Son équipe senior évolue actuellement en Division 1.

## Le club
Le club qui évolue au Stade des Arboras, comprend aujourd'hui :
- une équipe Senior évoluant en Championnat de France D1 (Conférence B) ;
- une équipe U19 évoluant en Championnat de France Junior ;
- une équipe U16 évoluant en Championnat territorial (PACA) ;
- une équipe U14 ;
- une équipe de flag.

## Palmarès
| Catégories               | Compétitions                           | Résultats                                                                                          |
| ------------------------ | -------------------------------------- | -------------------------------------------------------------------------------------------------- |
| Seniors                  | Championnat de France Élite (D1)       | Vice-Champion en 2016                                                                              |
| Championnat de France D2 | Champion en 2007 Vice-champion en 2022 | |
| U19                      | Championnat de France à 11 (J11)       | Vice-Champion en 2010, 2011, 2012, 2014                                                            |
| U16                      | Championnat de France                  | - Champion en 2009 - Vice-Champion en 2003 - Champion territorial PACA en 2015, 2016, 2017 et 2018 |

## Histoire
Le club fut fondé en décembre 1999 par Jean-Luc Donivar.

### 1999 - 2006: les débuts
Les Dauphins font leurs débuts en championnat de France lors de la saison 2001, ils jouent leur premier match face aux Blue Stars de Marseille le 8 octobre 2000 (18-18) et obtiennent leur première victoire le 3 février 2001 face aux Félins de Juvignac (22-6). Dès leur deuxième saison, les Dauphins participent pour la première fois aux phases finales du championnat D2.
Entre 2003 et 2006, le club continue à se structurer et arrive, lors de la saison 2005 à accéder aux demi-finales du championnat de France de 2e division.

### 2007: titre en D2
En 2007, l'équipe termine deuxième de leur conférence et accède donc une nouvelle fois aux play-off. Après une courte victoire 18 à 13 contre les Centurions de Nîmes, les Dauphins décrochent leur billet pour la finale du championnat de France de 2e division contre les Météores de Fontenay qui se terminera par une victoire 40 à 13, un titre de Champion de France D2 et une accession en première division.

### 2008: montée en D1
Pour leur première saison dans le Championnat de France Élite, l'équipe est en apprentissage. Un apprentissage qu'ils effectueront assez rapidement en démarrant sur des chapeaux de roue leur saison en s'imposant trois fois lors de leurs trois premiers matchs. Une performance qui leur permettra de se hisser temporairement en haut du classement. Il s'ensuit alors une lourde série de cinq défaites qui les priveront, d'un court retard sur les Argonautes d'Aix-en-Provence, d’accéder aux phases finales.

### 2009 - 2010: stabilisation en D1
Lors de ces deux saisons, l'équipe fait le nécessaire afin d'assurer le maintien et reste en embuscade au classement derrière les deux équipes dominantes de la conférence : les Black Panthers de Thonon ainsi que les Argonautes d'Aix-en-Provence.

### 2011
Évoluant maintenant depuis trois saisons en Élite, le club va connaître en 2011 un de ses premiers moments difficiles. Malgré toute la volonté et l’énergie déployées par les joueurs, l'équipe terminera la saison avec une fiche de 0 victoire et 10 défaites ce qui les amèneront à devoir disputer un match de barrage contre les Kangourous de Pessac au Stade des Arboras. Après une forte remobilisation, les Dauphins au pied du mur arrachent une victoire courte, mais ô combien importante, 15 à 8 contre une valeureuse équipe de Pessac.

### 2012 - 2021: retour en D2
Afin de ne plus revivre une deuxième saison compliquée, l'équipe accentua son travail et se mit en quête de redorer son image. De nombreux joueurs partis jouer ailleurs en France ainsi qu'au Canada, firent leur retour au club. Forts de leurs efforts, les Dauphins réalisent une saison à 6 victoires et 4 défaites, ce qui permet au club de se hisser en demi-finales avant de s'incliner 23 à 14 contre l'équipe des Black Panthers de Thonon. À la suite de ces résultats ils participeront à la Coupe d'Europe EFAF, ce qui représente la première participation du club à une compétition européenne depuis sa création.
En 2013, l’effectif se renforce davantage grâce à l'arrivée de plusieurs joueurs expérimentés passés par l'Équipe de France. Fort d'une saison régulière plus qu'honorable avec 7 victoires, 2 défaites et 1 match nul, l’équipe fini en tête de la conférence sud. Un effort insuffisant pour les Dauphins qui, pour la deuxième année consécutive, n'arriveront pas à se défaire de la solide équipe des Black Panthers de Thonon en demi-finale.
La même année, après s’être défait des Dracs de Badalona lors des phases de poules, les Dauphins atteignent les demi finale de la  Coupe d'Europe EFAF avant de s'incliner à domicile contre l'équipe espagnol des Pioners de l'Hospitalet sur le score de 15 à 16, ce qui restera malgré tout, une belle performance pour la première campagne européenne du club.
Les seniors atteignent la finale national en 2016 après une superbe saison régulière mais s'inclinent face aux Cougars de Saint-Ouen-l'Aumone à Mont-de-Marsan. La saison 2017 est marquée par la relégation en 2e division.

### Le renouveau en 2022
La saison 2022 débute sous les ordres de l'entraîneur principal canadien David Gould mais l'équipe se retrouve rapidement en difficulté. Les Dauphins finissent par se séparer de leur entraîneur et retrouvent un niveau de jeu qui leur permet d'atteindre la phase finale. Ils y battent respectivement les Gladiateurs de la Queue en Brie et les Météores de Fontenay-sous-Bois avant de s'incliner 15 à 29 contre les Pionniers de Touraine le 3 juillet 2022 lors de la finale jouée à Tours. Malgré cette défaite, leur titre de conférence leur permet de retrouver la Division 1 en 2023.

## Sections Jeunes

### Cadets (U16)
En 2009 l’équipe des Cadets atteint la Finale Nationale du Championnat de France et remporte le match 36 à 26 contre l’équipe du Flash de La Courneuve.
Lors de la saison 2015/2016 les Dauphins cadets atteignent la final Régional PACA et l'emporte face à l'Iron Mask de Cannes. La saison suivante (2016/2017) les cadets réitèrent la performance en atteignant la final face aux Blue Stars de Marseille et l'emportant avec un touchdown d'écart.

### Juniors (U19)
En 2004, les Juniors réalisent un beau parcours en enchaînant 10 victoires consécutives et atteignent les demi-finales avant de s'incliner contre l'équipe des Black Panthers de Thonon.
Forts d'une solide génération de jeunes joueurs et bénéficiant de la montée de joueurs ayant fait partie de l'effectif Cadets fraîchement Champion de France en 2009, ils décrocheront 3 titres consécutifs de Vice-Champion de France en 2010, 2011 et 2012.
Dans la lignée des générations précédentes et aidée par une poignée de joueurs ayant acquis de l'expérience au sein du groupe Élite, l'équipe termine seconde de la Poule Sud regroupant une partie des équipes les plus performantes du sud ces dernières années, et échoue à nouvelle fois en Finale Nationale en 2013 contre les double champions de France, à savoir les Flash de La Courneuve sur le score de 15 à 14.
La suite est plus compliqué pour la section U19 du club. Lors de la saison 2021/2022, le club n'est d'ailleurs pas engagé en championnat de France, par manque de joueurs.

## Faits Divers
En 2004, une équipe de tournage américaine pose ses valises à Nice, pour tourner quelques scènes du film Le Singe Funky au Stade des Arboras. Grâce à cela, le club récupérera une petite quantité de matériel de Football Américain acheté par les producteurs du film pour les besoins du tournage.
Lors de l'été 2013, le club a eu la chance d'accueillir Robert Griffin III, vainqueur du Heisman Trophy 2011 et actuel quarterback des Washington Redskins en NFL, afin d'effectuer un entrainement privé durant sa période de vacances sur la Cote d'Azur,,.
À l'occasion d'un match de la 2e journée du Championnat de France Élite contre les Black Panthers de Thonon le 1er mars 2014, les Dauphins ont inauguré la « Dauphins Tv », permettant de suivre les résultats de l’équipe en live vidéo lors des matchs à domicile.

## Saison par saison

### Tableau récapitulatif
| Championnat de France | Championnat de France | Championnat de France                                | Championnat de France                                | Championnat de France                                | Championnat de France                                | Championnat de France                                | Championnat de France                                | Championnat de France                                | Championnat de France                                | Coupe d’Europe                                       |
| Saison                | Division              | Classement                                           | Vic.                                                 | Nul                                                  | Déf.                                                 | Pts Pour                                             | Pts Contre                                           | Playoffs                                             | Barrages                                             | Coupe d’Europe                                       |
| --------------------- | --------------------- | ---------------------------------------------------- | ---------------------------------------------------- | ---------------------------------------------------- | ---------------------------------------------------- | ---------------------------------------------------- | ---------------------------------------------------- | ---------------------------------------------------- | ---------------------------------------------------- | ---------------------------------------------------- |
| 2001                  | D2                    | 4e poule A Sud                                       | 1                                                    | 1                                                    | 6                                                    | 92                                                   | 235                                                  | -                                                    | -                                                    | -                                                    |
| 2002                  | D2                    | 2e poule D Sud                                       | 2                                                    | 0                                                    | 1                                                    | 100                                                  | 44                                                   | Quart de finaliste                                   | -                                                    | -                                                    |
| 2003                  | D2                    | 5e poule Sud                                         | 1                                                    | 0                                                    | 7                                                    | 58                                                   | 244                                                  | -                                                    | -                                                    | -                                                    |
| 2004                  | D2                    | 5e poule Sud                                         | 1                                                    | 0                                                    | 9                                                    | 80                                                   | 305                                                  | -                                                    | -                                                    | -                                                    |
| 2005                  | D2                    | 2e poule Sud                                         | 6                                                    | 0                                                    | 2                                                    | 232                                                  | 131                                                  | Demi-finaliste                                       | -                                                    | -                                                    |
| 2006                  | D2                    | 4e poule Sud                                         | 3                                                    | 1                                                    | 6                                                    | 182                                                  | 201                                                  | -                                                    | -                                                    | -                                                    |
| 2007                  | D2                    | 2e poule Sud                                         | 7                                                    | 1                                                    | 2                                                    | 232                                                  | 124                                                  | Champion                                             | -                                                    | -                                                    |
| 2008                  | D1                    | 3e poule Sud                                         | 3                                                    | 0                                                    | 5                                                    | 171                                                  | 226                                                  | -                                                    | -                                                    | -                                                    |
| 2009                  | D1                    | 3e poule Sud                                         | 4                                                    | 0                                                    | 6                                                    | 217                                                  | 244                                                  | -                                                    | -                                                    | -                                                    |
| 2010                  | D1                    | 7e                                                   | 3                                                    | 0                                                    | 7                                                    | 169                                                  | 262                                                  | -                                                    | -                                                    | -                                                    |
| 2011                  | D1                    | 8e                                                   | 0                                                    | 0                                                    | 10                                                   | 94                                                   | 434                                                  | -                                                    | D1/D2, victoire                                      | -                                                    |
| 2012                  | D1                    | 4e                                                   | 6                                                    | 0                                                    | 4                                                    | 197                                                  | 180                                                  | Demi-finaliste                                       | -                                                    | -                                                    |
| 2013                  | D1                    | 2e                                                   | 7                                                    | 1                                                    | 2                                                    | 206                                                  | 117                                                  | Demi-finaliste                                       | -                                                    | EFAF Cup, Demi-finaliste                             |
| 2014                  | D1                    | 4e                                                   | 5                                                    | 0                                                    | 3                                                    | 231                                                  | 160                                                  | Demi-finaliste                                       | -                                                    | IFAF Champions League, Poules                        |
| 2015                  | D1                    | 5e                                                   | 4                                                    | 0                                                    | 6                                                    | 120                                                  | 253                                                  | -                                                    | -                                                    | -                                                    |
| 2015                  | ?                     |                                                      |                                                      |                                                      |                                                      |                                                      |                                                      |                                                      |                                                      |                                                      |
| 2016                  | ?                     |                                                      |                                                      |                                                      |                                                      |                                                      |                                                      |                                                      |                                                      |                                                      |
| 2017                  | ?                     |                                                      |                                                      |                                                      |                                                      |                                                      |                                                      |                                                      |                                                      |                                                      |
| 2018                  | D2                    | 3e poule B Sud                                       | 4                                                    | 1                                                    | 5                                                    | 260                                                  | 323                                                  | -                                                    | -                                                    | -                                                    |
| 2019                  | D2                    | 1re poule B Sud                                      | 8                                                    | 0                                                    | 2                                                    | 320                                                  | 225                                                  | Demi-finaliste Conf. Sud                             | -                                                    | -                                                    |
| 2020                  | D2                    | Saison annulée à la suite de la pandémie de Covid-19 | Saison annulée à la suite de la pandémie de Covid-19 | Saison annulée à la suite de la pandémie de Covid-19 | Saison annulée à la suite de la pandémie de Covid-19 | Saison annulée à la suite de la pandémie de Covid-19 | Saison annulée à la suite de la pandémie de Covid-19 | Saison annulée à la suite de la pandémie de Covid-19 | Saison annulée à la suite de la pandémie de Covid-19 | Saison annulée à la suite de la pandémie de Covid-19 |
| 2021                  | D2                    | Saison annulée à la suite de la pandémie de Covid-19 | Saison annulée à la suite de la pandémie de Covid-19 | Saison annulée à la suite de la pandémie de Covid-19 | Saison annulée à la suite de la pandémie de Covid-19 | Saison annulée à la suite de la pandémie de Covid-19 | Saison annulée à la suite de la pandémie de Covid-19 | Saison annulée à la suite de la pandémie de Covid-19 | Saison annulée à la suite de la pandémie de Covid-19 | Saison annulée à la suite de la pandémie de Covid-19 |
| 2022                  | D2                    | 1er Conf. B Poule 2                                  | 6                                                    | 0                                                    | 2                                                    | 178                                                  | 125                                                  | Finaliste                                            | -                                                    | -                                                    |
| 2023                  | D1                    | 4e Conférence B                                      | 4                                                    | 0                                                    | 6                                                    | 185                                                  | 163                                                  | -                                                    | -                                                    | -                                                    |
| 2024                  | D1                    | 3e Conférence Sud                                    | 5                                                    | 0                                                    | 5                                                    | 161                                                  | 132                                                  | Défaite en wild card                                 | -                                                    | -                                                    |
| 2025                  | D1                    |                                                      |                                                      |                                                      |                                                      |                                                      |                                                      |                                                      |                                                      |                                                      |

- Champion ou vainqueur
- Vice-champion ou finaliste
- Promu
- Barrage de promotion
- Relégué
- Barrage de relégation

### Bilan
Statistiques arrêtées au 24 mai 2015.
| Compétition                       | Type           | Participations | M.J. | Vic. | Nuls | Déf. | Pts Pour | Pts Contre |
| --------------------------------- | -------------- | -------------- | ---- | ---- | ---- | ---- | -------- | ---------- |
| Championnat de France             |                |                |      |      |      |      |          |            |
| D1 - Casque de diamant            | Saison         | 8              | 76   | 32   | 1    | 43   | 1405     | 1876       |
| D1 - Casque de diamant            | Playoffs       | 3              | 3    | 0    | 0    | 3    | 21       | 89         |
| D1 - Casque de diamant            | Barrages D1/D2 | 1              | 1    | 1    | 0    | 0    | 15       | 8          |
| D1 - Casque de diamant            | Total          | 8              | 80   | 33   | 1    | 46   | 1441     | 1973       |
| D2 - Casque d’or                  | Saison         | 7              | 57   | 21   | 3    | 33   | 976      | 1284       |
| D2 - Casque d’or                  | Playoffs       | 3              | 5    | 3    | 0    | 2    | 117      | 114        |
| D2 - Casque d’or                  | Total          | 7              | 62   | 24   | 3    | 35   | 1093     | 1398       |
| Total France                      | Total France   | 15             | 142  | 57   | 4    | 81   | 2134     | 3371       |
| Coupes d'Europe                   |                |                |      |      |      |      |          |            |
| EFAF Cup                          | Poules         | 1              | 2    | 2    | 0    | 0    | 47       | 28         |
| EFAF Cup                          | Playoffs       | 1              | 1    | 0    | 0    | 1    | 15       | 16         |
| EFAF Cup                          | Total          | 1              | 3    | 2    | 0    | 1    | 62       | 44         |
| Ligue des Champions (IFAF Europe) | Poules         | 1              | 2    | 1    | 0    | 1    | 47       | 40         |
| Ligue des Champions (IFAF Europe) | Playoffs       | 0              | 0    | 0    | 0    | 0    | 0        | 0          |
| Ligue des Champions (IFAF Europe) | Total          | 1              | 2    | 1    | 0    | 1    | 47       | 40         |
| Total Europe                      | Total Europe   | 2              | 5    | 3    | 0    | 2    | 109      | 84         |
| TOTAL GOBAL                       | TOTAL GOBAL    | TOTAL GOBAL    | 147  | 60   | 4    | 83   | 2643     | 3455       |